# Устье (Кирилловский район)
Устье — деревня в Кирилловском районе Вологодской области.
Входит в состав Ферапонтовского сельского поселения, с точки зрения административно-территориального деления — в Ферапонтовский сельсовет.
Расстояние по автодороге до районного центра Кириллова — 33 км, до центра муниципального образования Ферапонтово — 11 км. Ближайшие населённые пункты — Федотово, Березник, Паньково.
По переписи 2002 года население — 3 человека.